# TVR Craiova
TVR Craiova – regionalny kanał rumuńskiej telewizji publicznej (Televiziunea Română) w mieście Krajowa. Obecnie nadaje dla 7 okręgów (Dolj, Gorj, Olt, Argeș, Teleorman, Vâlcea i Mehedinți, a wcześniej dla 9 (w tym Giurgiu i Dâmbovița, które były przy krajowskiej antenie do 18 marca 2007 zanim uruchomiono ośrodek regionalny w Bukareszcie). Rozpoczął nadawanie 1 grudnia 1998 roku. Produkuje programy dla anten: TVR1, TVR2 i TVR International. 